# FBT
La FBT elettronica SpA è un'azienda marchigiana che progetta e realizza a Recanati prodotti audio professionali in ambito touring, install e portable sound, ed è proprietaria di FBT Audio UK LTD., PASO e DS Drum. La ditta è, inoltre, importatrice e distributrice in Italia di alcuni importanti marchi del settore degli strumenti musicali fra cui Sabian, Crafter, JTS, DS Drum e Echord.

## Storia della FBT

### Dalla fondazione agli anni '80
La FBT nasce nel 1963 come laboratorio artigianale da due soci: Bruno Baldoni, che si occupava della progettazione elettronica, e Vinicio Tanoni, specializzato nella meccanica. Nel 1966, i due si trasformarono in azienda, e trasferiscono l'attività nel primo stabilimento di 2500 m²  La produzione iniziale di FBT comprende i primi amplificatori a valvole per voce e chitarra, ma anche strumenti musicali elettrici a tastiera come gli Organi elettrici o più tardi i Sintetizzatori. Dal 1963 al 1980, l'azienda capta le richieste del nuovo mercato e le integra perfettamente alla propria produzione, ampliando la gamma di prodotti, passando ai mixer per le prime radio. Con l'arrivo della disco music, questo settore vive una veloce espansione, un business in cui FBT diventa leader anche grazie alla possibilità di realizzare delle installazioni su misura.

### Dagli anni '80 agli anni '90
Nel 1980, lo stabilimento di FBT raddoppia e diventa di 5.000 m². Nel 1983, l'azienda inizia a dedicarsi, oltre che alla produzione, anche alla commercializzazione di marchi esteri, e fu in questi anni che tra i contratti in esclusiva italiana la ditta riuscì a guadagnarsi note marche come Pearl e Renkus-heinz. Nel 1996 la FBT si sposta presso la nuova sede di Recanati, che conta un'area di 50.000 m² con uno stabilimento coperto di 12.000 m² e, nel 1999, produce il primo diffusore acustico in polipropilene con tecnologia di stampaggio a gas. Di lì a poco, la serie Maxx segna una svolta nella produzione FBT. Il mercato si apre verso nuovi orizzonti e l'azienda si affaccia al mondo dell'audio professionale con la produzione dei primi line array.

### Dagli anni 2000 ad oggi
Nel 2012, FBT va incontro a nuove opportunità internazionali e incorpora FBT Audio UK Ltd. Nello stesso anno, acquisisce la PASO, azienda storica milanese specializzata nel contractor e nell'audio di installazione. Nel 2015, si stabilisce una riorganizzazione interna della produzione aziendale e vengono configurate tre linee di prodotto: “Touring & Install”, “Portable Sound” e “Audio Contractor”. Nel 2016 avviene un'altra importante acquisizione, questa volta nell'ambito degli strumenti musicali: FBT acquista DS DRUM, storica azienda torinese produttrice di batterie acustiche.
La FBT non ha mai smesso di investire in R&S e, nel 2020, presenta due grandi innovazioni, completamente sviluppate in sede: il MYRA, il sistema line array punta di diamante di FBT che riposiziona il Touring FBT del proaudio dedicato ai grandi eventi live, e "INFINITO - System Management Suite", il software di monitoraggio e controllo dell’audio connesso in rete. Nel 2022 presenta i primi sistemi con network integrato.

## Linee di prodotti
La FBT ha una vasta gamma di prodotti, suddivisi in tre cataloghi.

### Touring & Install
- Variable curvature line array
- Constant curvature line array
- Column line array
- Point source
- Subwoofer
- Monitor
- Digital loudspeaker management
- Power amplifier
- Accessori

### Portable sound
- Line array systems
- Speaker systems
- Subwoofer
- Monitor
- Integrated sound systems
- Digital loudspeaker management
- Power amplifier
- Accessori

### Audio Contractor
- Sistemi di Sicurezza ed Emergenza EN 54-16
- Conference systems & Intercom systems
- Microfoni
- Preamplifier equipment
- Control equipment
- Power amplifiers
- Integrated amplifiers
- Music sources
- Ceiling speakers
- Sound projectors
- EN 54-24 speakers
- Spherical diffusers
- Speaker systems
- Column speakers
- Weatherproof speakers